# Гедравичюс, Людгардас Витаутович
Людгард (Людгардас) Витаутович Гедравичюс (латыш. Ļudgards Gedrāvičs; 18 мая 1933, Вильно, Виленское воеводство — 2003, Минск) — латышский советский композитор.

## Биография
Оставленный без попечения родителей, воспитывался в Паневежисе в семье Праны Гедравичюс.
С 1950 года учился дирижированию. Учился в Литовской и Латвийской консерваториях (1952—1959), ученик Адольфа Скулте.
С 1956 года — лаборант ЛВК «Фонотека», затем звукорежиссёр ТВ «Ляс» (1959—1965).
С 1959 по 1965 год — звукорежиссёр Рижской студии телевидения. Сотрудничал также на киностудиях Литвы, Украины, России, Узбекистана, Белоруссии. С 1981 по 1996 год — в творческом объединении «Телефильм» Белорусского телевидения. Одним из первых ввёл элементы специальной музыки в звуковое сопровождение телефильмов. Создавал фортепианные отрывки из опер для нотных издательств Москвы и Ленинграда.
Лауреат приза за лучшую музыку к документальным фильмам (сразу за четыре фильма) 4-го Всесоюзного кинофестиваля 1970 года.

## Фильмография
- 2002 — Флэшбэк. Оглянись у порога (2002)
- 1983 — Воскресенье с 11 до 17 (1983, короткометражный)
- 1978 — Великая Отечественная (1978, документальный)
- 1977 — Рожденные Октябрём (1977, документальный)
- 1975 — Расскажи о доме своём (1975, документальный)
- 1971 — Человек в проходном дворе (1971)
- 1970 — Рыцарь королевы (1970)
- 1968 — Хатынь, 5 км (1968, документальный)
- 1968 — Трое в пути (1968, документальный)
- 1968 — Лучшие дни нашей жизни (1968, документальный)
- 1968 — День за днём (1968, документальный)
- 1968 — Возрождение (1968, документальный)
- 1968 — Гимнастёрка и фрак (1968, документальный)
- 1968 — Всего три урока (1968, документальный)
- 1967 — Оглянись, товарищ! (1967)
- 1967 — Спартакиада. Год юбилейный (1967)
- 1967 — Вспоминая Чкалова (1967)
- 1967 — Твоё щедрое сердце (1967, документальный)
- 1967 — Великие клоуны (сериал, 1966—1967, документальный)
- 1966 — Хроника без сенсаций (1966)
- 1966 — Кулдигские фрески (1966, документальный)
- 1966 — Я всё помню, Ричард (1966)
- 1966 — Jānis Rozentāls (1966, документальный)
- 1965 — Spriedums (1965, документальный)
- 1965 — Zemes atmiņa (1965, документальный)
- 1965 — Gada reportāža (1965, документальный)
- 1965 — Saules kvadrāti (1965, документальный)